# Ragnar Bergstedt
Ragnar Bergstedt, švedski veslač, * 10. julij 1889, By, † 22. oktober 1987, Västerås.
Bergstedt je za Göteborgs Roddklubb in Švedsko nastopil v osmercu, ki je na Poletnih olimpijskih igrah 1912 v Stockholmu izpadel v prvem krogu kvalifikacij.